# Ullevaal Stadion
Ullevaal Stadion nogometni je stadion u Oslu, Norveška. Dom je Norveške nogometne reprezentacije i bivši dom klubova FK Lyn i Vålerenga IF. Kapacitet mu je oko 28.000, no rekordna posjećenost je 35.495 gledatelja. Stadion je u vlasništvu Norveškog nogometnog saveza. Najveći je stadion u Norveškoj.

## Prijevoz
Ullevaal Stadion nalazi se odmah pored jedne od stanica Oslo Metroa. Stanica metroa Rikshospitalet je druga najbliža stanica stadionu i udaljena je od stadiona deset minuta hoda.

## Povijest
Stadion je osnovan 27. siječnja 1925. godine, a službeno otvoren 26. rujna 1926. godine. Izgradnja je koštala 416.000 norveških kruna. Prvi vlasnik bio je nogometni klub FK Lyn. Svečanu ceremoniju otvaranja održao je princ Olaf. Dana 22. rujna 1935. na utakmici Norveška – Švedska je prisustvovalo rekordnih 35.495 gledatelja. Godine 1938. otvorena je istočna tribina (Klokkesvingen), a 1967. južna tribina. Iduće godine Norveški nogometni savez premjestio je svoje radne urede unutar stadiona. Stadion je renoviran 1985. godine kada je proširena zapadna tribina i 1988. južna tribina, a 1990. sjeverna i istočna tribina. Na Ullevaal Stadionu najbitnije održane utakmice su Finale Europskog prvenstva za žene 1987. i 1997.
Razmatra se mogućnost ponovnog proširenja zapadne tribine, tako da kapacitet dođe do 30.000 sjedećih mjesta.